# Michele Palamini
Michele Palamini (Clusone, 19 settembre 1991) è un maratoneta e mezzofondista italiano, specialista anche nella corsa campestre, che ha rappresentato l’Italia nella maratona agli Europei di Zurigo 2014.

## Biografia
Da sempre tesserato per il Gruppo Alpinistico Vertovese, ha iniziato con la pratica dell’atletica leggera nel 2005 all’età di 14 anni nella categoria Cadetti.
Dopo aver disputato diverse finali ai vari campionati italiani delle prime categorie giovanili (nel periodo 2006-2010), nel triennio da under 23 2011-2013 ha fatto en plein di titoli nazionali promesse nella mezza maratona (Cremona ’11, Roma-Ostia ’12 ed ancora Cremona ‘13); nel 2012 a Scicli è stato campione under 23 (argento assoluto) nei 10 km di corsa su strada ed anche vicecampione promesse nella corsa campestre a Borgo Valsugana.
In ambito internazionale proprio nel triennio trascorso nella categoria under 23 (2011-2013), ogni anno è sempre andato a podio nella consueta gara annuale su strada dell’incontro internazionale giovanile che coinvolge sempre almeno le rappresentative italiane e francesi.
L’8 dicembre del 2013 disputa a Reggio Emilia la sua prima maratona in carriera all’età di 22 anni (compiuti da meno di tre mesi), primato come più giovane maratoneta italiano, e vincendo la XVIII Maratona di Reggio Emilia - Città del Tricolore; il tempo realizzato di 2:17’03, record personale, gli ha permesso di chiudere al quinto posto nelle liste italiane stagionali di specialità.
Al termine della stagione agonistica 2013 ha chiuso nella top ten italiana di graduatoria sia nella maratona (quinto) che nella mezza maratona (ottavo).
Il 6 gennaio del 2014 vince la Mezza maratona sul Brembo a Dalmine.
Il 21 luglio è stato pre-convocato per gli Europei di Zurigo 2014, in attesa di verificare e valutare le condizioni fisiche.
Dopo la buona prova terminata con la seconda posizione nella Corrida di San Lorenzo a Zogno il 4 agosto, una sorta di gara-test (dopo la pre-convocazione ricevuta), è stato poi convocato ufficialmente il 6 agosto per gli Europei di Zurigo 2014 (più giovane maratoneta italiano convocato in Nazionale seniores).
Dopo aver debuttato il 17 agosto in Svizzera con la maglia azzurra assoluta in occasione della maratona agli Europei di Zurigo (32º posto e bronzo mancato per 10” nella classifica a squadre con Lalli, Meucci, Pellecchia, Pertile e Ricatti), pian piano si è defilato dallo scenario agonistico dell’atletica.
In un’intervista nel mese d’agosto del 2015, il suo storico allenatore Silvio Bosio ha dichiarato che il suo allievo soffre di crisi di panico ed essendo anche una persona molto emotiva, nelle gare risente troppo della competizione.
Nel corso del 2017 è comunque ritornato alle gare, dopo un anno di inattività, disputando sia gare sui 10 km di corsa su strada (il 1º ottobre a Presezzo) che mezze maratone (il 15 ottobre a Cremona ed il 26 novembre a Padenghe sul Garda); nel 2018 si è dedicato prima ai 21,097 km (il 6 gennaio a Dalmine ed il 18 febbraio a Verona) e poi ad altre corse su strada, (il 22 aprile l’IIX edizione della Sarnico-Lovere Run ed il 20 luglio la XIV edizione della Clusone Corri in centro.
Torna a gareggiare sulla maratona a sette anni di distanza dall'ultima apparizione su questa distanza nel 2021, piazzandosi in decima posizione con il tempo di 2h22'47" alla Maratona di Roma.

## Progressione

### 3000 metri
| Stagione | Tempo   | Luogo     | Data      | Rank. Mond. |
| -------- | ------- | --------- | --------- | ----------- |
| 2011     | 8’28”98 | Nembro    | 1-7-2011  | -           |
| 2010     | 8’47”13 | Nembro    | 6-7-2010  | -           |
| 2009     | 8’43”00 | Chiavenna | 10-9-2009 | -           |
| 2008     | 9’08”60 | Clusone   | 13-9-2008 | -           |
| 2007     | 9’04”20 | Guanzate  | 30-8-2007 | -           |

### 5000 metri
| Stagione | Tempo    | Luogo         | Data      | Rank. Mond. |
| -------- | -------- | ------------- | --------- | ----------- |
| 2014     | 15’00”29 | Milano        | 3-5-2014  | -           |
| 2012     | 14’11”97 | Brugnera      | 1-9-2012  | -           |
| 2011     | 14’31”20 | Busto Arsizio | 15-5-2011 | -           |
| 2010     | 14’49”95 | Brescia       | 9-9-2010  | -           |

### 10 km di corsa su strada
| Stagione | Tempo | Luogo    | Data      | Rank. Mond. |
| -------- | ----- | -------- | --------- | ----------- |
| 2017     | 30’46 | Presezzo | 1-10-2017 | -           |
| 2014     | 31’19 | Presezzo | 5-10-2014 | -           |
| 2013     | 30’49 | Presezzo | 6-10-2013 | -           |
| 2012     | 30’27 | Scicli   | 30-9-2012 | -           |
| 2011     | 31’36 | Belfort  | 25-9-2011 | -           |

### Mezza maratona
| Stagione | Tempo   | Luogo              | Data       | Rank. Mond. |
| -------- | ------- | ------------------ | ---------- | ----------- |
| 2018     | 1:07’21 | Dalmine            | 6-1-2018   | -           |
| 2017     | 1:06’44 | Padenghe sul Garda | 26-11-2017 | -           |
| 2014     | 1:05’54 | Dalmine            | 6-1-2014   | -           |
| 2013     | 1:03’44 | Cremona            | 20-10-2013 | -           |
| 2012     | 1:06’34 | Sélestat           | 7-10-2012  | -           |
| 2011     | 1:04’54 | Cremona            | 16-10-2011 | -           |

### Maratona
| Stagione | Tempo   | Luogo         | Data      | Rank. Mond. |
| -------- | ------- | ------------- | --------- | ----------- |
| 2014     | 2:21’32 | Zurigo        | 17-8-2014 | -           |
| 2013     | 2:17’03 | Reggio Emilia | 8-12-2013 | -           |

## Palmarès
| Anno | Manifestazione | Sede   | Evento   | Risultato | Tempo   | Note   |
| ---- | -------------- | ------ | -------- | --------- | ------- | ------ |
| 2014 | Europei        | Zurigo | Maratona | 32º       | 2:21’32 | [ 18 ] |

## Campionati nazionali
- 3 volte campione promesse nella mezza maratona (2011, 2012, 2013)
- 1 volta campione promesse nei 10 km di corsa su strada (2012)

2006
- 49º ai Campionati italiani cadetti e cadette di corsa campestre, (Lanciano), 2,5 km - 9’09[19]

2007
- 15º ai Campionati italiani di corsa campestre, (Villa Lagarina), 4,710 km - 15’46 (allievi)[20]
- 42º ai Campionati italiani allievi e allieve, (Cesenatico), 3000 m - 10’14”21[21]

2008
- 24º ai Campionati italiani allievi e allieve, (Rieti), 3000 m - 9’21”41[22]

2010
- In finale ai Campionati italiani di corsa campestre, (Formello), 8 km - dnf (juniores)[23]
- In finale ai Campionati italiani juniores e promesse, (Pescara), 5000 m - dnf[24]

2011
- 97º ai Campionati italiani di corsa campestre, (Varese), 9,4 km - 33’12 (assoluti)[25]
- 34º ai Campionati italiani di corsa campestre, (Varese), 9,4 km - 33’12 (promesse)[26]
- 5º ai Campionati italiani juniores e promesse, (Bressanone), 5000 m - 14’47”85[27]
- 8º al Campionato italiano dei 10 km di corsa su strada, (Lucca), 10 km - 30’23[28]
- 8º ai Campionati italiani di mezza maratona, (Cremona), Mezza maratona - 1:04’54 (assoluti) [29]
- Oro ai Campionati italiani di mezza maratona, (Cremona), Mezza maratona - 1:04’54 (promesse)[30]

2012
- 7º ai Campionati italiani di corsa campestre, (Borgo Valsugana), 10 km - 31’51 (assoluti)[31]
- Argento ai Campionati italiani di corsa campestre, (Borgo Valsugana), 10 km - 31’51 (promesse)[32]
- 5º al Campionato italiano di mezza maratona, Roma-Ostia), Mezza maratona - 1:04’19 (assoluti)[33]
- Oro al Campionato italiano di mezza maratona, (Roma-Ostia), Mezza maratona - 1:04’19 (promesse)[34]
- Argento al Campionato italiano 10 km di corsa su strada, (Scicli), 10 km - 30’27 (assoluti) [35]
- Oro al Campionato italiano 10 km di corsa su strada, (Scicli), 10 km di corsa su strada - 30’27 (promesse)[36]

2013
- Bronzo ai campionati italiani di maratonina - 1h03'44"
- Oro ai campionato italiano di maratonina, (Cremona), Mezza maratona - 1h03'44" (promesse)[37]

2019
- 10º ai campionati italiani di maratonina - 1h07'26"

2021
- 47º ai campionati italiani di corsa campestre - 34'07"

## Altre competizioni internazionali
2010
- Oro al Trofeo Alberto Zanni ( Vertova)[38]

2011
- 4º nell’Incontro internazionale di corsa su strada under 20 ed under 23 Francia-Germania-Italia, ( Belfort), 10 km - 31’36 (juniores-promesse) [39]
- Bronzo nell’Incontro internazionale di corsa su strada under 20 ed under 23 Francia-Germania-Italia, ( Belfort), 10 km - 31’36 (promesse)[39]
- 17° alla Mezza maratona di Cremona ( Cremona) - 1h04'54"
- Oro alla mezza maratona di Castel Rozzone ( Castel Rozzone) - 1h08'43"
- Oro al Trofeo Alberto Zanni ( Vertova)[38]

2012
- Oro nell’Incontro internazionale di corsa su strada under 20 ed under 23 Francia-Italia, ( Sélestat), Mezza maratona - 1h06'34" [40]
- 20° alla Roma-Ostia ( Roma) - 1h04'19"
- 8° alla Mezza maratona di Udine ( Udine) - 1h05'12"
- Bronzo alla Mezza maratona sul Serio ( Gazzaniga) - 1h10'41"
- 6° alla Montefortiana Turà ( Monteforte d'Alpone), 10,6 km - 31'48"
- 8° al Memorial Peppe Greco ( Scicli) - 30'12"
- 4° alla Corrida di San Lorenzo ( Zogno), 8 km - 24'31"
- 4° al Cross Baia del Re ( Fiorano al Serio)[41]

2013
- Oro nell’Incontro internazionale di corsa su strada under 20 ed under 23 Italia-Francia-Svizzera, ( Cremona), Mezza maratona - 1:03’44  (promesse)[42]
- Oro nella XVIII Maratona internazionale di Reggio Emilia - Città del Tricolore, ( Reggio Emilia), Maratona - 2h17'03" [1]
- Argento alla mezza maratona di Cremona ( Cremona) - 1h03'44"
- Bronzo alla mezza maratona di Bergamo ( Bergamo) - 1h05'15"
- 7° alla Asics Run ( Cuneo) - 29'03"
- Oro ai Diecimila di Presezzo ( Presezzo) - 30'49"
- Bronzo al Diecimila Città di Bergamo ( Bergamo) - 31'22"
- 5° alla Corrida di San Lorenzo ( Zogno), 8 km - 24'24"
- 4° alla RunPar ( Parre), 6 km - 19'40"
- Argento alla Correndo tra il Sacro e il Profano ( Gandellino), 5,2 km - 15'57"

2014
- Oro nella Mezza maratona sul Brembo ( Dalmine) - 1h05'54" [4]
- 4º nella Coppa Europa di maratona, ( Zurigo), Classifica a squadre - 6:46’58[43]
- Bronzo ai Diecimila di Presezzo ( Presezzo) - 31'20"
- Argento alla Corrida di San Lorenzo ( Zogno), 8 km - 24'57"
- Oro al Trofeo Alberto Zanni ( Vertova)[38]

2015
- Argento alla Mezza maratona sul Brembo ( Dalmine) - 1h07'39"

2017
- 6º nella XVI Half marathon Cremona, ( Cremona), Mezza maratona - 1h07'11"[12]
- 4º nella X Padenghe Half marathon, ( Padenghe sul Garda), Mezza maratona - 1h06'44" [13]
- Bronzo alla Mezza maratona sul Serio ( Gazzaniga) - 1h10'41"
- Bronzo ai Diecimila di Presezzo ( Presezzo) - 30'47"
- Oro al Giro podistico di Comenduno ( Comenduno)

2018
- 6º alla Sarnico-Lovere Run, ( Sarnico-Lovere), 25 km - 1h21'41"[16]
- Oro alla Mezza maratona sul Brembo ( Dalmine) - 1h07'21" [14]
- 13º nella XII Verona Gensan Giulietta & Romeo Half marathon, ( Verona), Mezza maratona - 1h08'16"[15]
- 5° al Trofeo Alberto Zanni ( Vertova)[44]

2019
- 14º alla Mezza maratona di Palermo ( Palermo) - 1h07'26"
- Argento alla io21ZERO97 ( Darfo Boario Terme) - 1h05'17"
- 7º alla Mezza maratona di Torino ( Torino) - 1h07'39"

2020
- Oro alla Mezza maratona sul Brembo ( Dalmine) - 1h05'40"

2021
- 10º alla Maratona di Roma ( Roma) - 2h22'47"
- Oro alla Mezza maratona di Trieste ( Trieste) - 1h04'37"
- Oro alla MonferRun ( Nizza Monferrato) - 1h06'39"
- 5º alla Moonlight Half Marathon ( Jesolo) - 1h07'08"
- 21º al Cross della Bosca ( Morbegno)